# Torsten Schmidt
Torsten Schmidt (Wuppertal, 18 de febrero de 1972) es un deportista alemán que compitió en ciclismo en las modalidades de ruta, perteneciendo al equipo Gerolsteiner entre los años 2000 y 2005, y pista.
Ganó una medalla de plata en el Campeonato Mundial de Ciclismo en Pista de 1993, en la prueba de persecución por equipos.
Después de retirarse de la competición, ejerció de director deportivo de los equipos Katusha (2012-2018) y Bora-Hansgrohe (2022-).

## Medallero internacional
| Campeonato Mundial | Campeonato Mundial | Campeonato Mundial | Campeonato Mundial      |
| Año                | Lugar              | Medalla            | Competición             |
| ------------------ | ------------------ | ------------------ | ----------------------- |
| 1993               | Hamar (Noruega)    | Medalla de plata   | Persecución por equipos |

## Palmarés
| 1992 (como amateur) - 1 etapa del Tour de Olympia 1998 (como amateur) - Tour de Normandía, más 1 etapa - Tour de Düren - 1 etapa de la Vuelta a la Baja Sajonia - 1 etapa de la Vuelta a Renania-Palatinado 1999 - Route Adélie - Vuelta a la Baja Sajonia, más 1 etapa - 1 etapa de la Vuelta a Argentina - 1 etapa del Tour de Hesse | 2000 - Vuelta a la Baja Sajonia - GP EnBW (con Michael Rich) 2001 - 1 etapa del Tour de Hesse - 1 etapa de la Vuelta a Renania-Palatinado 2004 - 1 etapa de la Vuelta a Renania-Palatinado 2006 - 1 etapa de la Carrera de la Paz |

## Resultados en Grandes Vueltas y Campeonatos del Mundo
| Carrera         | Carrera         | 1996 | 1997  | 1998 | 1999 | 2000 | 2001 | 2002 | 2003 | 2004 | 2005 | 2006 | 2007 |
| --------------- | --------------- | ---- | ----- | ---- | ---- | ---- | ---- | ---- | ---- | ---- | ---- | ---- | ---- |
|                 | Giro de Italia  | —    | 87.º  | —    | —    | —    | —    | Ab.  | —    | —    | —    | —    | —    |
|                 | Tour de Francia | —    | 136.º | —    | —    | —    | —    | —    | Ab.  | —    | —    | —    | —    |
|                 | Vuelta a España | —    | —     | —    | —    | —    | —    | —    | —    | —    | Ab.  | —    | —    |
| Mundial en Ruta | Mundial en Ruta | —    | —     | 25.º | —    | —    | —    | —    | —    | —    | —    | —    | —    |

—: no participa
Ab.: abandono